# Isodontia cellicula
Isodontia cellicula är en biart som beskrevs av Li och Yang 1996. Isodontia cellicula ingår i släktet Isodontia och familjen grävsteklar. Inga underarter finns listade i Catalogue of Life.